# Víctor Muñoz (fotbalista, 2003)
Víctor Muñoz Villanueva (* 13. července 2003) je španělský fotbalista, který hraje na pozici záložníka nebo útočníka za Real Madrid B.

## Klubová kariéra
Muñoz se ve čtrnácti letech připojil k akademii Barcelony. Hrál po boku Xaviho Simonse, Alejandra Baldeho a Fermína Lópeze. V roce 2017 se připojil k akademii CF Damm.
O čtyři roky později (v roce 2021) se připojil akademii Realu, hrál Juniorkou ligu UEFA.
V roce 2023 debutoval za B-tým Realu Madrid.
Za A-tým Realu Madrid debutoval dne 11. května 2025 proti Barceloně, střídal Viníciuse Júniora (prohra 3:4).